# Чащины (Котельничский район)
Чащины — деревня в Котельничском районе Кировской области в составе Биртяевского сельского поселения.

## География
Располагается у северной окраины райцентра города Котельнич.

## История
Известна с 1671 года как починок Тренки Ситникова с 1 двором, в 1764 уже деревня Терентьевская Ситникова с 34 жителями. В 1873 году здесь (Терентьевская или Чащины) отмечено дворов 16 и жителей 115, в 1905  14 и 93, в 1926 (Чащины или Терентьевская) 21 и 120, в 1950 29 и 120, в 1989 году оставалось 27 человек. Настоящее название утвердилось с 1939 года.

## Население
Постоянное население  составляло 27 человек (русские 100%) в 2002 году, 27 в 2010.